# Harbin/CHDRI Z-6
El Harbin/CHDRI Z-6 (Zhishengji-6, helicóptero-6) es un desarrollo de helicóptero chino basado en el Harbin Z-5, así mismo un Mil Mi-4 construido bajo licencia/ingeniería inversa. Se terminó una tacada de producción antes de que se encontraran sus prestaciones inferiores a las de su predecesor Z-5 (las fuentes varían de 6 a 15 aparatos completados de un pedido de 100 unidades).

## Diseño y desarrollo
Gracias al proyecto del Z-5, los chinos obtuvieron valiosos conocimientos y experiencia en el diseño y desarrollo de helicópteros. El Z-6 es un desarrollo propulsado por turboeje del Z-5 propulsado por motor de pistón, siendo el primer helicóptero chino diseñado con turboeje. La diferencia principal es que el motor de pistón fue reemplazado por un motor turboeje Dongan WZ-5 de 1641 kW (2200 hp), montado encima de la cabina, por delante de la caja reductora principal.
El desarrollo comenzó en 1966 en la Harbin Aircraft Manufacturing Corporation (HAMC), pero dos años más tarde el mismo fue trasladado al recientemente formado Chinese Helicopter Design Research Institute (CHDRI), quedando HAMC todavía responsable de la fabricación y ensamblaje de componentes.
El primer prototipo (No.6001) fue completado en 1967 para ser usado en pruebas estáticas, y la autorización oficial para el proyecto fue concedida en 1968; volando por primera vez el segundo prototipo del Z-6 (No.6002) el 15 de diciembre de 1969, pilotado por Wang Peimin (王培民). Se realizaron vuelos de pruebas como preparación a la producción en varias provincias, suministrando a la línea de montaje en la Hongzhuang Machinery Factory en Changzhou.
Los vuelos de pruebas revelaron una vibración excesiva, empuje insuficiente del rotor de cola, así como sobrecalentamiento del motor y de la caja reductora del rotor principal. Estos problemas de inmadurez fueron solventados durante el programa de desarrollo, y la aprobación del modelo fue concedida en 1977, a pesar se sufrir un accidente fatal un prototipo el 7 de agosto de 1972 en el Princess Ridge (Gongzhuling, 公主岭), en la provincia de Jilin, muriendo los 6 ocupantes, incluido el piloto, Fu Guifa (傅贵法). Se descubrió que la causa del accidente fue debida a un fallo de un componente de la transmisión que resultó en un gripaje del motor. La eliminación del problema de gripaje obligó a realizar 11 cambios de diseño, así como aquellos destinados a rectificar los fallos de las pruebas de vuelo.
El temor a un ataque de la URSS después del conflicto fronterizo sino-soviético precipitó la evacuación de la producción y el desarrollo a la Changzhou Airplane Factory y a la Changhe Aircraft Industries Corporation en 1970. Sin embargo, la agitación política en China, o Revolución Cultural, se cobró un alto peaje y solo se construyeron 11 ejemplares antes de que el programa fuese cancelado debido a que el diseño monomotor fue juzgado como inseguro y falto de potencia.

## Especificaciones (Z-6)
Referencia datos: Chinese Aircraft

### Características generales
- Tripulación: Tres
- Capacidad: 12 soldados o 1200 kg (2646 lb) de carga
- Longitud: 21 m (68,8 ft)
- Diámetro rotor principal: 21 m (68,9 ft)
- Altura: 5,6 m (18,3 ft)
- Peso máximo al despegue: 7600 kg (16 750,4 lb)
- Planta motriz: 1× turboeje Dongan WZ-5.
  - Potencia: 1600 kW (2206 HP; 2176 CV)

### Rendimiento
- Velocidad máxima operativa (Vno): 192 km/h (119 MPH; 104 kt)
- Alcance: 651 km (352 nmi; 405 mi)

## Aeronaves relacionadas

### Aeronaves similares
- Mil Mi-8

### Secuencias de designación
- Secuencia Z-_ (Helicópteros del PLA): Z-5 - Z-6 - Z-8 - Z-9 - Z-10 →